# El lado salvaje
El lado salvaje es una película de suspenso dramático argentina de 2022 dirigida por Juan Dickinson. Narra la historia de una joven que debe sobrevivir a una mandada de perros salvajes que rodea la casa de su padre y pone en peligro la vida de su hija pequeña. Está protagonizada por Vanesa González y Osmar Núñez. La película tuvo su estreno limitado en las salas de cines de Argentina el 1 de diciembre de 2022.

## Sinopsis
Clara, después de muchos años, viaja a Tierra del Fuego para instalarse unos días en la vieja estancia de su padre Daniel, con quien no se habla desde hace mucho tiempo y debe resolver algunos problemas que quedaron pendientes. Allí también la acompañan su esposo, con el que atraviesa por una crisis evidente y su hija pequeña Martina. Sin embargo, a sus problemas se le suma la eminente llegada de una jauría de perros salvajes que asesinan al acecho a todos los animales del lugar y se convierten en una amenaza para la familia. A partir de esto, Clara hará todo lo posible para proteger a sus seres queridos liberando un costado que mantenía oculto.

## Reparto
- Vanesa González como Clara
- Osmar Núñez como Daniel
- Jorge Sesán como Aldo
- Lautaro Delgado como Alberto
- Eva Bianco como Luisa
- Pablo Seijo como Enrique
- Sol García como Martina
- Horacio Pulido como Vicente

## Recepción

### Comentarios de la crítica
En el sitio web Todas las críticas, la película posee una aprobación del 53% basado en 11 reseñas. Alejandro Lingenti de La Nación otorgó a la película tres estrellas de cinco, diciendo que Dickinson «aprovecha bien el escenario donde se desarrolla la historia». Bruno Calabrese de Solo fui al cine destacó que el filme está «narrada con dinamismo y buenas interpretaciones» haciendo referencia a González y Núñez, los cuales logran «construir un vínculo genuino entre padre e hija». Pablo Díaz de Cine argentino hoy valoró la cinta asegurando que «es un drama que el cinéfilo busca de una filmografía argentina, locaciones fantásticas, llena de misterios, giros cambiantes y actuaciones que dejen una vara altísima».
En una reseña para Cuatro bastardos, Leandro Porcelli escribió que la película «no se logra dar ningún tipo de chispa ni al centro narrativo del drama familiar, ni tampoco a un contexto de peligro». Por su parte, Santiago García de Leer cine comentó que el filme cuenta «con momentos logrados y otros fallidos, perdiendo por momentos su centro de verdadero interés, que es la relación entre una mujer y su padre ya anciano».